# チャック・ローブ
チャック・ローブ（Chuck Loeb、1955年12月7日 - 2017年7月31日）は、アメリカ出身のスムーズジャズ/フュージョンで活動したギタリストで音楽プロデューサー。
自己バンドであるメトロや、2010年からはフォープレイにも参加した。

## 略歴
ニューヨーク州ナイアック生まれ。11歳よりギターを弾き始め、16歳よりジャズを弾き始める。バークリー音楽院に通い、パット・メセニーやジム・ホール、ジョー・ピューマからレッスンを受ける。しかし、勉強に行き詰まり、2年後には退学し、ニューヨークに戻る。
ニューヨークではフリーランスで活動し、ヒューバート・ロウズやチコ・ハミルトン、ジョー・ファレル等とセッションをしていた。1979年にはサックス奏者スタン・ゲッツのバンドにも2年間参加。この頃、シンガー・ソングライターのカーメン・クエスタと出会い、結婚する。以後もステップス・アヘッド（1985年-1987年）への参加や、サックス奏者のビル・エヴァンスや、ボブ・ジェームス等のミュージシャンとセッションをし、キャリアを重ねる。
1989年に日本のポニーキャニオンのレーベル、ジャズ・シティよりデビュー・アルバム『マイ・シャイニング・アワー』をリリース。DMPに移ってからは6枚のアルバムを残す。1994年にはマイケル・フォーマンとのフュージョン・バンド、メトロをスタートする。1996年にはシャナキーに移籍する。
2007年よりヘッズ・アップに移籍、アルバム『プレゼンス』を発表。2009年に『ビトゥイーン・トゥー・ワールズ』を発表し、同年にこの新譜を引提げてトリオで来日公演を行った。
2010年2月15日には、ベテラン・ジャズ・ミュージシャンによるバンド、フォープレイに、ラリー・カールトンに替わり加入したことを発表 。4月よりライブ活動を開始、その後アルバムの制作も開始、アルバム『レッツ・タッチ・ザ・スカイ』を発表した。
2011年にはTweetyに移り、7月にアルバム『Plain N' Simple』を発表。2013年発表の『シルエット』は、THE APPRECIATION BAND、THE FAMILY BAND、THE DECEMBER 7TH BAND、THE MUSIGRAMA ALL-STARSという4つのバンド編成によるアルバムとなる。
2014年にはキーボーディストのジェフ・ローバー、サクソフォニストのエヴァレット・ハープと「ジャズ・ファンク・ソウル」を組み、セルフタイトルアルバムをシャナキー・レコードからリリースした。
2017年7月31日に、61歳で悪性腫瘍により亡くなった。ジャズ・ファンク・ソウルのギタリストはポール・ジャクソン・ジュニアに交代した。

## ディスコグラフィ

### ソロ・アルバム
- 『マイ・シャイニング・アワー』 - My Shining Hour (1989年、Jazz City/Pony Canyon)
- Magic Fingers (1989年、DMP) ※with アンディ・ラヴァーン
- Life Colors (1990年、DMP)
- 『バランス』 - Balance (1991年、DMP)
- Mediterranean (1992年、DMP)
- Simple Things (1994年、DMP)
- The Music Inside (1996年、Shanachie)
- 『ニューヨーク25時』 - The Moon, the Stars and the Setting Sun (1998年、Shanachie)
- 『リッスン』 - Listen (1999年、Shanachie)
- 『イン・ア・ハートビート』 - In a Heartbeat (2001年、Shanachie)
- 『オール・ゼア・イズ』 - All There Is (2002年、Shanachie)
- 『イーバップ』 - eBop (2003年、Shanachie)
- When I'm with You (2005年、Shanachie)
- 『プレゼンス』 - Presence (2007年、Heads Up)
- #1 Smooth Jazz Radio Hits (2009年、Shanachie)
- 『ビトゥイーン・トゥー・ワールズ』 - Between 2 Worlds (2009年、Heads Up)
- Plain N' Simple (2011年、Tweety)
- 『シルエット』 - Silhouette (2013年、Shanachie)
- Jazz Funk Soul (2014年、Shanachie) ※with ジェフ・ローバー、エヴァレット・ハープ
- Bridges (2015年、Shanachie) ※with エリック・マリエンサル
- More Serious Business (2016年、Shanachie) ※with ジェフ・ローバー、エヴァレット・ハープ
- 『アンスポークン』 - Unspoken (2016年、Shanachie)

### メトロ
- Metro (1994年、Lipstick)
- Tree People (1995年、Lipstick)
- 『メトロカフェ』 - Metrocafé (2000年、Hip Bop)
- 『グレープヴァイン』 - Grapevine (2002年、Silva Screen, Hip Bop)
- Live At The A-Trane (2004年、Marsis Jazz)
- Express (2007年、Marsis Jazz)
- Big Band Boom (2015年、Jazzline)

### The Fantasy Band
- The Fantasy Band (1993年、DMP)
- Sweet Dreams (1994年、DMP)
- The Kiss (1997年、Shanachie)